# Киржачская типография
Киржачская типография — российская компания, полиграфическое предприятие, занимающееся разработкой и реализацией защищенной полиграфической продукции. Расположена в центре города Киржач, ул. Гагарина, 36 (бывшее здание Постоялого двора, постройка нач. XIX века).

## История
Типография создана в августе 1931 года для выпуска районной газеты «Киржачский ударник», первый главный редактор М. А. Бирюков. Печать газеты осуществлялась на тигельном станке, имелась строкоотливная машина — линотип. Обучение работников печатному делу осуществляли сотрудники из типографии г. Александров.
В 1965 году осуществляется технологическое переоснащение типографии, докупается оборудование, позволяющее изготавливать бланочную и книжную продукцию. Газета переименовывается в «Красное Знамя» и выводится из штата типографии.
В 2010 году типография приобретается частными лицами, строение типографии подготавливают под требования, предъявляемых к режимным объектам.
В феврале 2011 года решением межведомственной комиссии при Минфине России предприятие получает лицензию ФНС России № 24 на осуществление деятельности по изготовлению и реализации защищенной полиграфической продукции.
Предприятие является официальным разработчиком большинства бланков документов государственного образца об образовании, обучении и квалификации для нужд образовательных организаций страны (аттестаты, дипломы, свидетельства).
7 сентября 2015 года торжественно открыт новый корпус Киржачской типографии по адресу: город Киржач, ул. Магистральная, 4К.

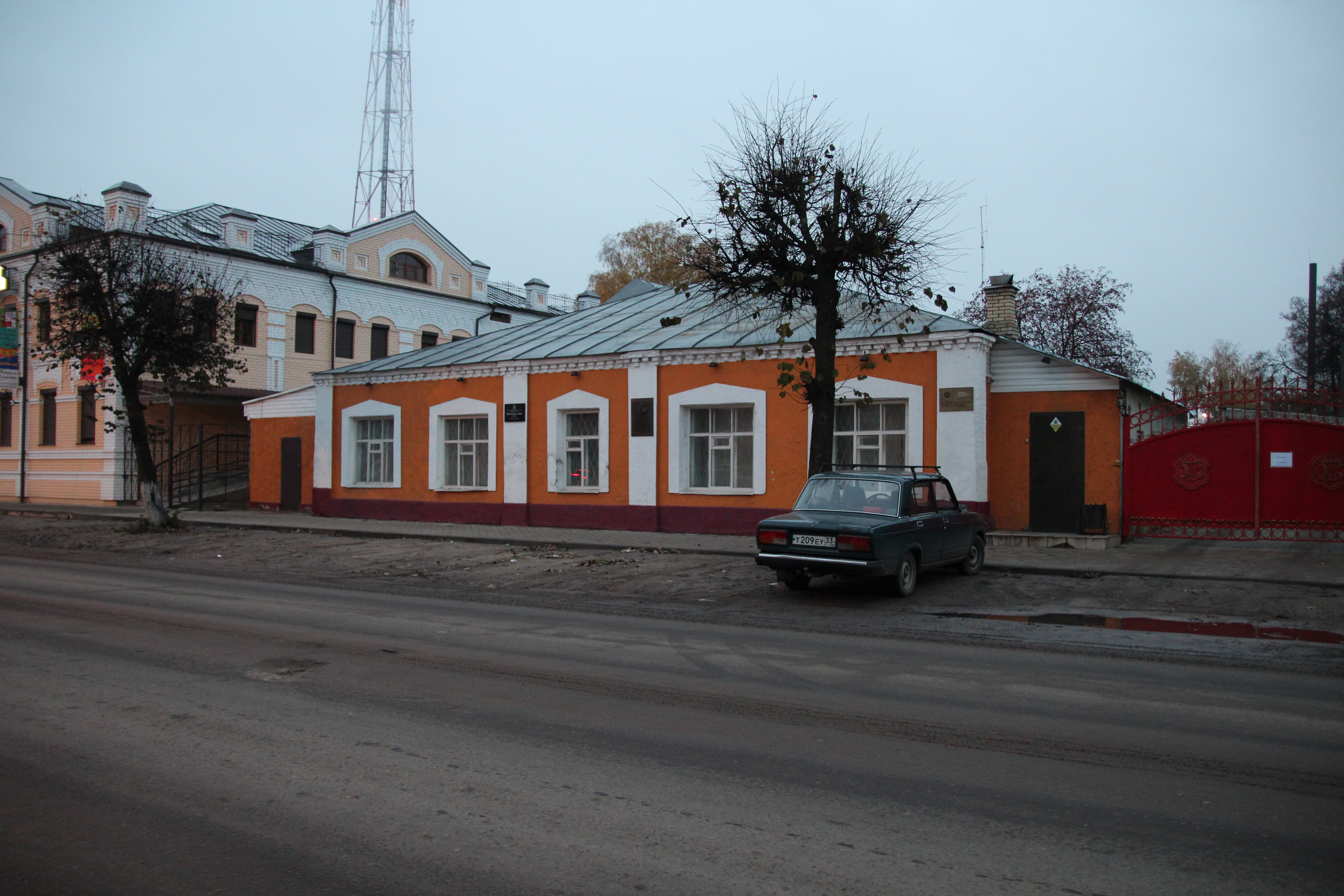
Здание Киржачской типографии
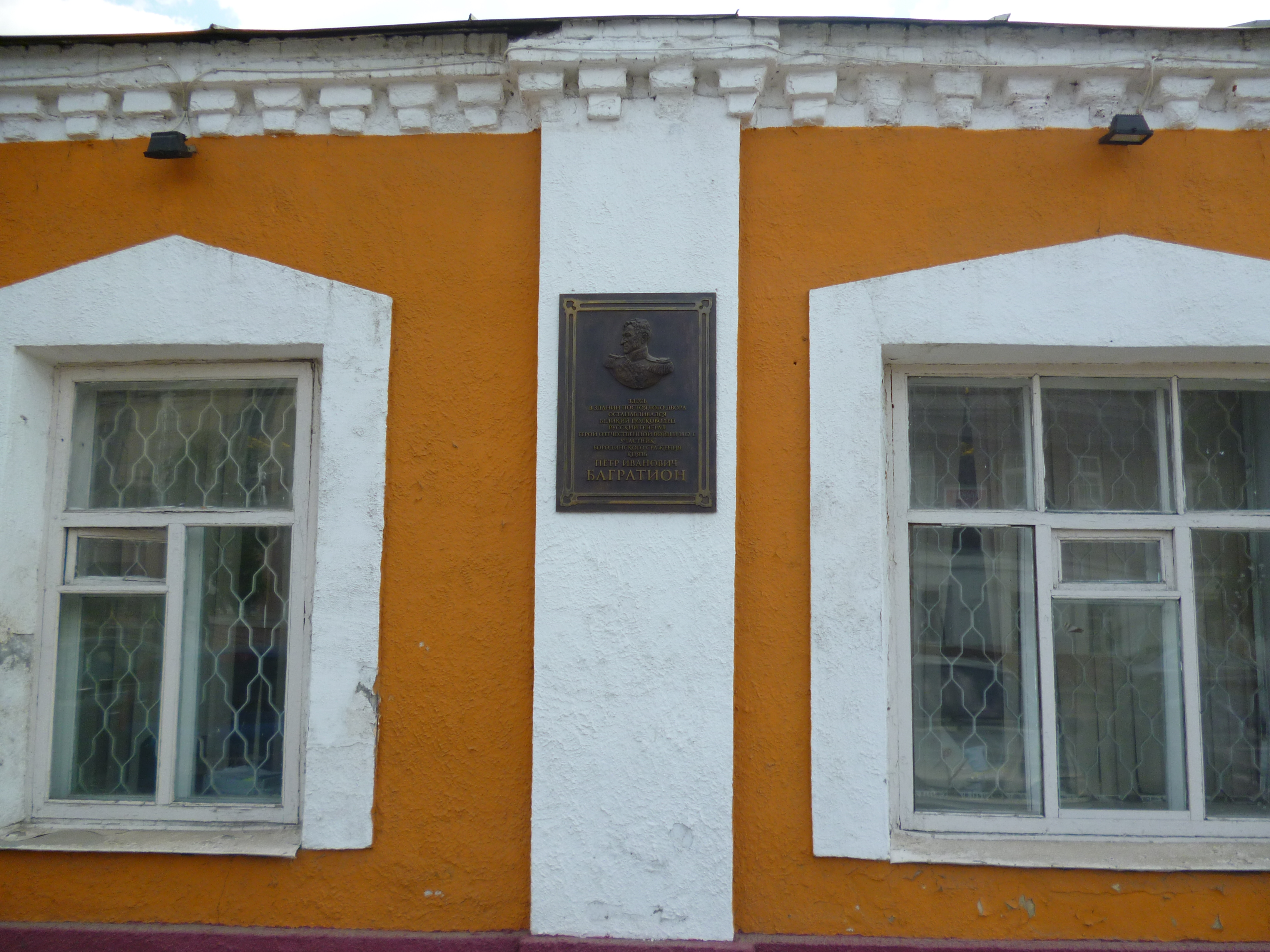
В здании типографии (ранее постоялого двора) останавливался П.И. Багратион.
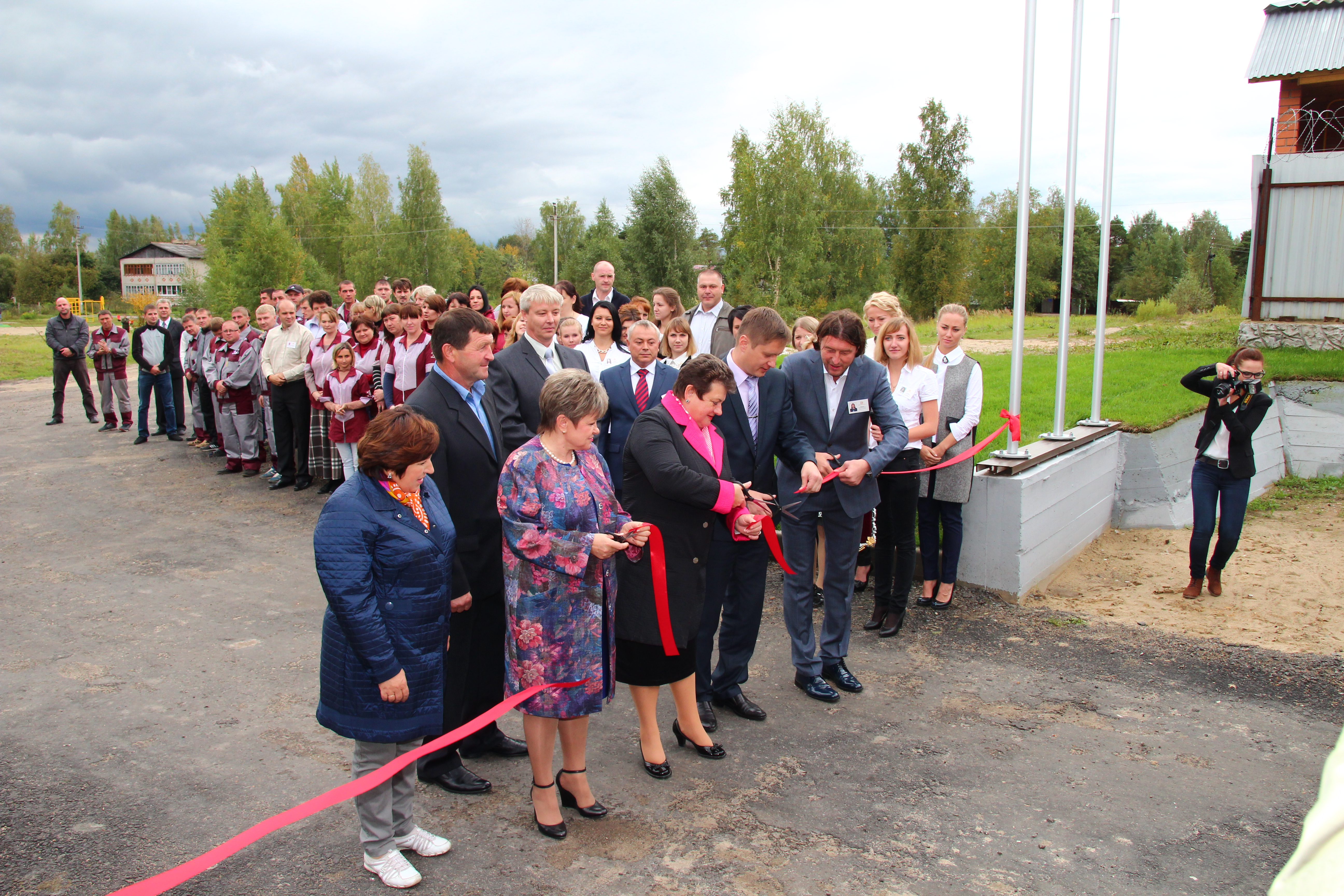
Губернатор Владимирской области Светлана Орлова на открытии здания Киржачской типографии"
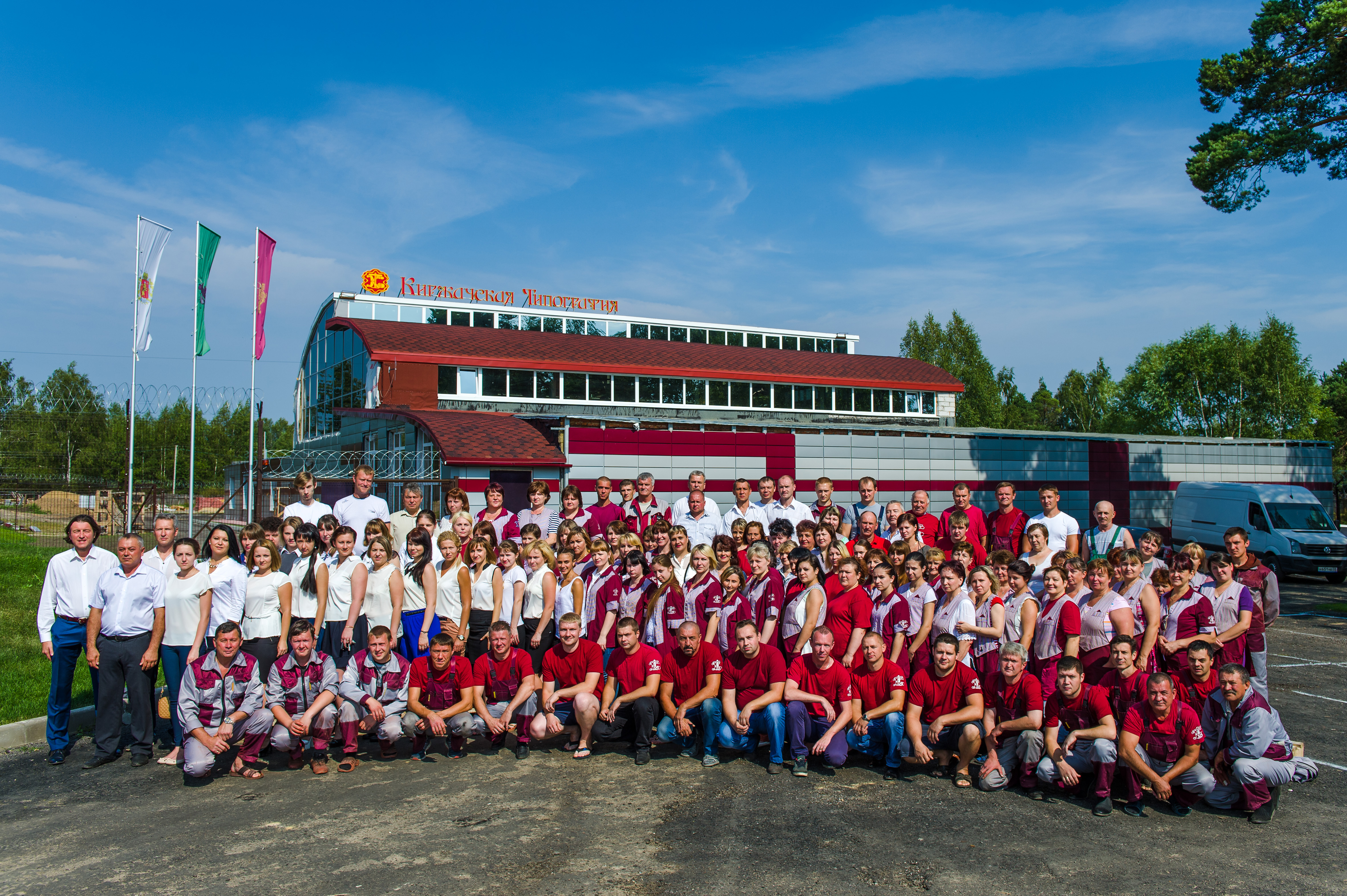
Коллектив  ОАО "КТ"